# Внутрішня македонська революційна організація
Внутрішня македонська революційна організація (ВМРО) (мак. Внатрешна македонска револуционерна организација (ВМРО), болг. Вътрешна македонска революционна организация (ВМРО)) — національно-визвольна революційна організація в Болгарії та Македонії, наступниця організації Внутрішня македонсько-одринська революційна організація (ВМОРО).

## Заснування

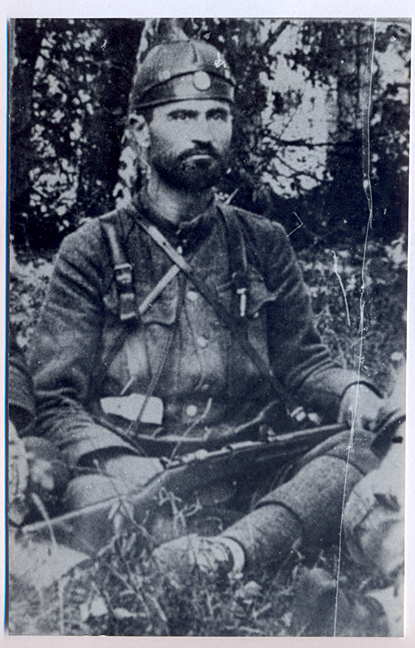
Голова ВМРО в 1920–1924 Тодор Александров у формі четника

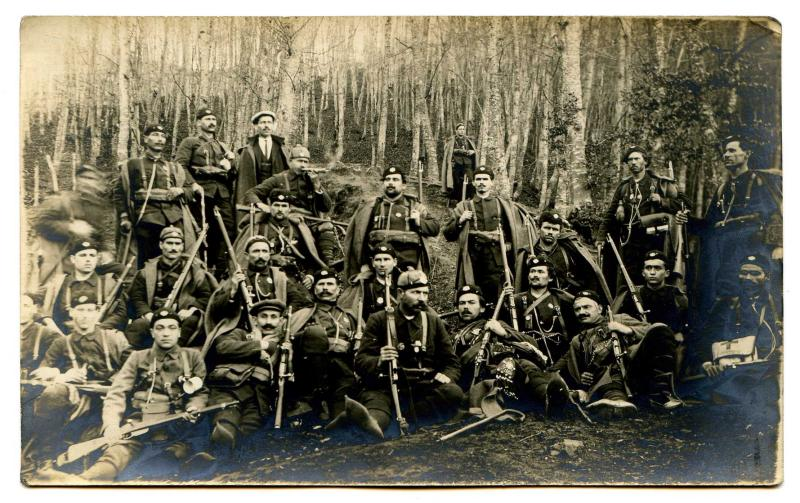
Партизани ВМРО, які воювали в районі міст Куманово та Скоп'є

20 грудня 1919 у Софії відбулося таємне засідання активістів ВМОРО, на якому Внутрішня македонсько-одринська революційна організація була відновлена як Внутрішня македонська революційна організація. Зустріч ініціювали члени останнього Центрального Комітету ВМОРО, обраного 1911 року у складі: Тодор Александров, Петер Чаулев і Александр Протогеров (замість загиблого під час війни Хріста Чернопеєва).
Офіційно оголошено про відновлення організації 19 березня 1920 року. Назву організації змінили, у зв'язку з тим, що після війни утворилася «Внутрішня фракійська (одринська) революційна організації» під керівництвом Тане Ніколова.

## Боротьба проти сербської та грецької влади (1920–1924)
ВМРО проголосила метою здобуття автономії Македонії і захист болгарського населення. Були відновлені збройні загони — «чети» у Вардарській Македонії та Егейській Македонії. Очолював ВМРО протягом 1920–1924 Тодор Александров.
Протягом 1923–1924 у Вардарській Македонії діяли 53 партизанські загони-«чети», із загальною чисельністю (за даними ВМРО) 3 245 вояків-«четників», 79 старшин-«воєвод» та 54 підстаршин. Було проведено за вказаний період 119 боїв та здійснено 73 замахи. Сербські втрати загиблими склали 279 вояків та 25 офіцерів, а ВМРО втратило 56 вояків-«четників», 7 старшин та 5 підстаршин. Було заарештовано сербською владою 11 890 мирних жителів, з яких 1 020 розстріляно, а 6 200 залишено в ув'язненні.
В Грецькій Македонії діяло 24 «чети», чисельністю 380 бійців (в тому числі 18 старшин та 22 підстаршин). Проведено 42 бої та 27 замахів. Втрати грецької армії та поліції склали загиблими 83 чоловік (серед яких 13 офіцерів).

## Травневий маніфест. Внутрішні чвари

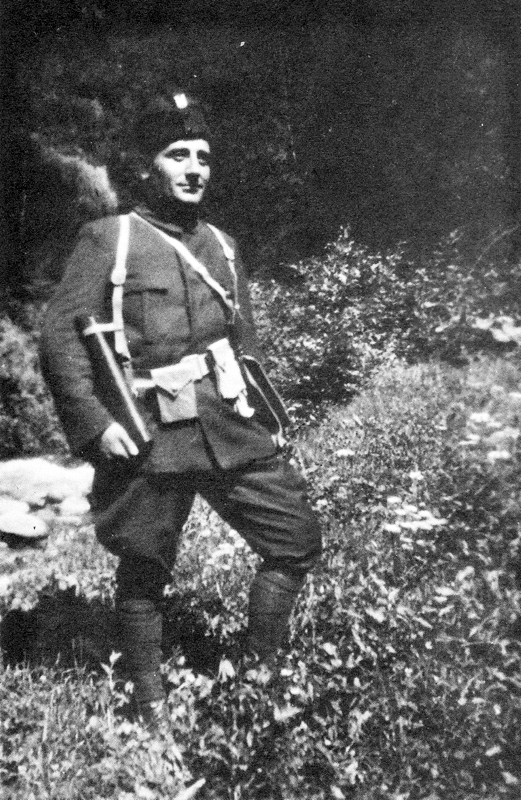
Владо Черноземський — виконавець замаху на короля Югославії Александра I Карагеоргійовича

6 травня 1924 у Відні було підписано маніфест ВМРО, у якому міститься заклик до об'єднання всіх крил македонського визвольного руху та створення «єдиного балканського революційного фронту» у тісній співпраці з Комінтерном. У даному маніфесті виокремлюється македонський народ серед інших балканських народів і, отже, цей акт вважається сьогодні в Північній Македонії одним з ключових етапів у визнанні окремої македонської нації.
Перед маніфестом, також у Відні, була підписана 9 квітня 1924 декларація про співпрацю між ВМРО, БКП та Комінтерном.
Після проголошення маніфесту розпочалися криваві сутички між прихильниками та противниками співпраці з комуністами. Внаслідок конфліктів загинуло багато знаних діячів ВМРО (в тому числі лідер партії Тодор Александров).

## Під керівництвом Івана Михайлова
З 17 вересня 1924 фактичним керівником організації став Іван Михайлов. Під його керівництвом продовжується активна збройна боротьба проти сербської та грецької влади. Організація налагоджує союзницькі відносини з хорватськими усташами, албанськими націоналістами, а також з Угорщиною та Італією, оскільки обидві країни були суперниками Югославії.

### Марсельське вбивство
9 жовтня 1934 один із найкращих бойовиків ВМРО Владо Черноземський убив у Марселі короля Югославії Александра I Карагеоргієвича.

### Заборона організації в Болгарії
Після Марсельського вбивства, під міжнародним тиском Болгарія заборонила ВМРО та ув'язнила багатьох членів організації, які знаходились в країні. Іван Михайлов виїхав за кордон під загрозою арешту.
Після 1934 колишні члени ВМРО продовжували революційну діяльність в інших підпільних організаціях та остаточно були розгромлені комуністичними режимами Югославії та Болгарії в 1944.